# Martti Larni
Martti Johannes Laine (* 22. September 1909 in Pakila; † 7. März 1993 in Helsinki; ab 1942 Martti Larni) war ein finnischer Schriftsteller und Journalist. Er war Vorsitzender der Vereinigung Finnischer Autoren von 1964 bis 1967. Er schrieb unter seinem Namen und unter den Pseudonymen Aslak Nuorti (lappisch) und Dan Astaire (auch Dan Aster).

## Leben
Larni wurde als viertes von neun Kindern des Malers Viktor Laine und Matilda Puntila geboren. Die Sommer, die er in seiner Kindheit als Schafhirt arbeitete, verarbeitete er später in seinem Werk Hyvien ihmisten kylä.
Er arbeitete als Gartenbauassistent, versuchte sich als Geschäftsmann und studierte an der Schule der Genossenschaftsbewegung. Von 1937 bis 1943 war Larni als Redakteur bei Elanto, dem Magazin einer der größten Genossenschaften Finnlands, tätig. 1946 wurde er zum Abteilungsleiter der Konsumgenossenschaft Elanto ernannt.
Larni heiratete 1936 Gurli Viola Zetterström. Von 1948 bis 1949 und von 1951 bis 1954 lebte er im Bundesstaat Wisconsin in den Vereinigten Staaten.

## Wirken
Mit 15 Jahren schrieb er seine ersten Gedichte und Kurzgeschichten. Larni begann seine literarische Karriere als Lyriker.
Einige dieser Stücke wurden 1926 im Magazin Juttutupaveröffentlicht. 1928 wurde er Mitglied des 1921 gegründeten Literaturvereins Nuoren Voiman Liitto. Während des Zweiten Weltkrieges schrieb er Drehbücher für die Produktionsgesellschaft Suomi-Filmi Oy darunter Tuomari Martta, welches auf Ilmari Turjas Stück basierte. Zusammen mit dem Direktor Valentin Vaala arbeitete er zudem an verschiedenen Filmprojekten.
Nach harscher Kritik an seiner Novelle Kuilu legte er eine Schaffenspause ein und änderte seinen Namen, um sein bisheriges Schaffen hinter sich zu lassen.
In seinen Romanen behandelt er satirisch die Situation bankrotter Kaufleute zur Zeit der Wirtschaftskrise in den 30er Jahren, den "American way of life" der 50er Jahre, die Machenschaften der bürgerlichen Unternehmer und deren Bigotterie als Wohltäter, die blinde Verehrung des Westens und kritisiert die westliche Politik. In seinen Werken thematisiert er zudem immer wieder das Leben der einfachen Arbeiter.
Larni wurde nach Veröffentlichung der russischen Übersetzung seines satirischen Romans Neljäs nikama eli veijari vastoin tahtoaan (1957, engl. The fourth vertebra, or a scamp despite himself) zum bekanntesten finnischen Autor in der Sowjetunion, obwohl er von der russischen Ausgabe nichts erfuhr, da die Sowjetunion die Berner Übereinkunft zum Schutz von Werken der Literatur und Kunst nicht unterzeichnet hatte.
Larnis Werke wurden in etwa 20 Sprachen übersetzt.

## Werke
- 1978 Isät äitiyslomalle ja muita tarinoita
- 1973 Laugh With Larni
  - Larni lacht und lässt lachen, APN, Moskau 1974
- 1972 Sokrates Helsingissä ja muita tarinoita
- 1968 Esikoispoika
- 1966 Uskomatonta onnea
- 1964 Tästä ei puhuta julkisesti
- 1962 Suomalainen mollikissa
- 1962 Gauner wider Willen, Hinstorff Verlag, Rostock 1962
- 1959 Kaunis sikopaimen eli Talousneuvos Minna Karlsson-Kanasen muistelmia
  - dt.: Die schöne Schweinehirtin oder Die Erinnerungen der Kommerzienrätin Minna Karlsson-Kananen, übersetzt von Heinz Goldberg, Aufbau-Verlag 1975
- 1957 Neljäs nikama eli Veijari vastoin tahtoaan
- 1952 Minnesota palaa
- 1951 Musta Venus
- 1948 Taivas laskeutui maahan
- 1947 Juokseva lähde
- 1946 Musta Venus (als Dan Aster)
- 1946 Lähellä syntiä
- 1945 Äidin kädet
- 1945 Malttamaton intohimo (als Dan Aster)
- 1944 Laulun miekka
- 1944 Kahden maailma (als Dan Aster)
- 1944 Arvokkaat köyhät ja heidän kirjava seurakuntansa
- 1942 Hyvien ihmisten kylä
- 1937 Kuilu (als Martti Laine)
- 1936 Seikkailuja Saamenmaassa (als Aslak Nuorti)

### Drehbücher
- 1938, Yli rajan, nach der Novelle von Urho Karhumäki, verfilmt 1942 von Wilho Ilmari, mit Irma Seikkula, Joel Rinne, W. Ilmari
- 1942, Hopeakihlajaiset, nach einem Stück von Klaus U. Suomela, verfilmt 1942 von W. Ilmari, mit Lea Joutseno, Paavo Jännes, Eine Laine
- 1943, Keinumorsian, nach einem Stück von Lauri Haarla, verfilmt 1943 von Valentin Vaala, produziert von Risto Orko, mit Irma Seikkula, Olavi Reimas, Kirsti Hurme
- 1943, Neiti Tuittupää, nach der Novelle von Hilja Valtonen, verfilmt 1943 von V. Vaala, mit Lea Joutseno, Tapio Nurkka, Tauno Majuri
- 1943, Tuomari Martta, nach einem Stück von Ilmari Turja, verfilmt von Hannu Leminen, produziert von T. J. Särkkä, mit Helena Kara, Uuno Laakso, Elsa Rantalainen
- 1951, Kulkurin tyttö, verfilmt von V. Vaala, mit Ansa Ikonen, Heikki Heino, Tea Ista
- 1955, Lähellä syntiä (mit Hannu Leminen), nach seinem eigenen Roman, 1955 verfilmt von H. Leminen, produziert von R. Orko, mit Tuija Halonen, Erkki Viljos, Felix Teraste